# Гражданская война (комикс)
«Гражда́нская война́» (англ. Civil War) — ограниченная серия комиксов из семи выпусков, созданная сценаристом Марком Милларом и художником Стивеном Макнивеном для Marvel Comics. Комикс выходил ежемесячно с июля 2006 года по январь 2007 года. Серия представляет собой крупномасштабный кроссовер с участием многих супергероев и суперзлодеев мультивселенной Marvel Comics. На сюжет комикса повлияли события, которые развивались в предыдущих кроссоверах Marvel Comics, в частности Распад Мстителей, День М, Decimation и Секретная война. Слоган серии: «На чьей вы стороне?»
Фильм 2016 года «Первый мститель: Противостояние» в Кинематографической вселенной Marvel был создан как свободная адаптация той же сюжетной линии.

## Создание
Идея создания серии возникла из бесед между Марком Милларом, Брайаном Майклом Бендисом и Брайаном Хитчем. В пределах истории между супергероями начинается гражданская война вследствие разделения мнения персонажей по поводу Акта регистрации сверхлюдей. Хотя серия и может восприниматься как аллегорический комментарий к событиям 11 сентября 2001 года и «Патриотическим актом», Миллар отметил:
Политическая аллегория будет видна только тем, кто является политически подкованным. Дети же прочтут это и увидят лишь грандиозную битву супергероев.
Предпосылкой к событиям «Гражданской войны» является введение Акта регистрации для супергероев в США. Подобные сюжеты уже имели место в комиксах «Хранители», Uncanny X-Men, DC: The New Frontier, Powers (comics) и Astro City, хотя и не в таком масштабе, как в «Гражданской войне». По словам сценариста серии Марка Миллара, он хотел рассказать историю, в которой будущее супергероев как класса находится под угрозой. Люди считают их опасными, однако не хотят избавляться от суперлюдей. Общественность призывает правительство создать некое подобие полиции, состоящее из суперлюдей, полностью контролируемое государством. По мнению Миллара, подобный сюжет в комиксах является весьма оригинальным и прежде такого не делал никто.

## Сюжет

### Развитие основного сюжета
Город Стемфорд, штат Коннектикут. В прямом эфире своего телешоу команда супергероев Новые Воины (Спидбол, Микроб, Нэморита, Ночной Громила) нападает на дом, где прячется группа сбежавших из тюрьмы Райкер суперзлодеев (Ледяное сердце, Кобальт, Спидфрик, Нитро), преследуя только одну цель — повысить рейтинг собственного реалити-шоу. В финале непродолжительного сражения один из преступников — Нитро — создает взрыв, уничтожающий всё на несколько миль вокруг. Рядом с центром взрыва оказывается одна из средних школ города. Около 600 гражданских, среди которых 60 школьников, гибнут в этот день. Шокированная этим событием общественность требует от правительства чрезвычайных мер в отношении суперлюдей.
Во время панихиды по погибшим одна из женщин плюёт в лицо Железному Человеку и оскорбляет его. Тот пытается объяснить свою непричастность к трагедии, но успеха не достигает: женщина, потерявшая сына, винит в случившемся всех сверхлюдей. Всё это фотографирует Человек-Паук под руководством Джоны Джеймсона.
Джонни Шторм (Человек-факел) подвергается нападению обычных граждан около ночного клуба (один из нападавших заявляет, что на месте супергероев вообще не выходил бы на улицу после случившегося) и от полученных травм впадает в кому.
В связи со сложившейся ситуацией президент США принимает решение в скором времени провести регистрацию супергероев. Сверхлюди будут обязаны раскрыть свою личность, пройти обучение как обычные федеральные агенты и работать на правительство, по-прежнему помогая миру и людям, но уже официально.
Глава Щ. И. Т.а Мария Хилл сообщает Капитану Америке, что закон о регистрации все же появится, и приказывает Роджерсу арестовать всех супергероев, которые не согласятся с регистрацией. Капитан отказывается выполнять приказ, более того он сам выступает против будущего закона. Тогда командир Мария Хилл приказывает арестовать самого Капитана Америку, но тому с боем все же удается бежать из штаба Щ. И. Т.а.
Конгресс шокирован поступком Капитана — лидер супергероев ушёл в подполье, Железный человек, поддерживающий закон о регистрации, обещает найти нового лидера для суперлюдей. Железный Человек, Мистер Фантастик и Жёлтый Жакет берутся за поимку Капитана Америки.

Обложка Amazing Spider-Man #533: Человек-Паук снимает маску

 СМИ активно обсуждают предстоящую реформу и бегство Капитана Америки, который начал собирать команду не согласных с регистрацией героев.
Железный человек с командой суперлюдей-сторонников регистрации уничтожает гигантского андроида в Нью-Йорке.
Тем временем Рид Ричардс начинает работать над секретным проектом «42» — супертюрьмой для героев-противников реформы.
Закон о регистрации вступает в силу. А уже через 24 часа вся команда Молодых Мстителей арестована солдатами Щ. И. Т.а. Переодетым в солдат Капитану Америке и Соколу удается перехватить бронетранспортёр, в котором везут юных героев. Сокол заставляет одного из их членов, Виккана, телепортировать машину в секретный штаб Тайных Мстителей. В Вашингтоне Тони Старк делает официальное заявление, что он назначен сенатором для всех супергероев. Через несколько минут на сцене рядом со Старком появляется Человек-паук и снимает свою маску. Весь мир узнает: Человек-паук — это Питер Паркер. Джей Джона Джеймсон падает в обморок перед телевизором в редакции Дейли Бьюгл.
Железный человек, Мистер Фантастик и Жёлтый Жакет пытаются заручиться поддержкой Чёрной Пантеры, команды Люди Икс и Доктора Стрэнджа, но герои предпочитают сохранить нейтралитет. А Доктор Стрэндж и вовсе, в надежде повлиять на планы Тони Старка относительно регистрации, отправляется в свою арктическую хижину на сорокадневный пост.
Капитан Америка, Сорвиголова, Геркулес и Голиаф, сидя в кафе, изучают свои новые личности, сделанные для них Ником Фьюри. Неожиданно героям поступает сигнал о взрыве нефтехимического завода в Гиффен-Мейр. Прокравшись в переулок, они переодеваются в свои супергеройские костюмы.
В Нью-Йоркской Пресвитерианской больнице Человек-факел приходит в себя. Он спрашивает у врачей, где его сестра.
Взорвавшийся завод принадлежал компании Железного Человека Старк Индастриз, Тайные Мстители попадают в ловушку. Плащ и Виккан, способные телепортироваться, сразу же обезврежены транквилизаторами: супергероям, несогласным с регистрацией, теперь с поля боя не уйти. Железный Человек пытается уговорить Капитана Америку согласиться с регистрацией, но Роджерс своего решения менять не намерен. Между Тайными Мстителями Капитана Америки и Мстителями Железного Человека начинается битва. В самом разгаре сражения в поле боя ударяет молния: перед супергероями предстает бог Тор.
Появление Тора — большой сюрприз для Тайных Мстителей, ведь те считали бога грома погибшим. Тор начинает крушить супергероев, не согласных с регистрацией, пока Железный Человек сражается с Капитаном Америкой. Тяжелораненый Стив не хочет сдаваться. Старк приказывает солдатам Щ. И. Т.а включить приготовленные аудиоблоки. Частота звука начинает «сводить с ума» одного Тайного Мстителя за другим. Железный Человек рассказывает Кэпу, изнывающему от боли, о принципе действия данного звука. Но внезапно лидер Мстителей подвергается нападению Геркулеса. Аудиоблоки вырубаются, и Тайные Мстители снова бросаются в бой. Голиаф готовится атаковать Тора. В ответ на это бог выпускает из своего молота молнию, которая прожигает гиганта насквозь, Голиаф погибает. И на этом Тор не собирается останавливаться, он хочет убить и остальных супергероев-противников регистрации, для чего выпускает из молота ещё одну молнию. Невидимая леди успевает создать защитное поле вокруг сгруппировавшихся Тайных Мстителей. Кабель телепатически проникает в мозг Плаща и, воспользовавшись способностью героя к телепортации, переносит несогласных с регистрацией героев в их секретный штаб. Сразу по исчезновении Тайных Мстителей Мистер Фантастик голосом отключает Тора, который на самом деле оказывается клоном настоящего супергероя.
После убийства Голиафа некоторые из Тайных Мстителей, испугавшиеся такой же участи, переходят на сторону зарегистрировавшихся героев (Ночной Ястреб, Кабель, Высота). Но ещё больше суперлюдей (около 20-ти) переходят на сторону противников регистрации. Так, после похорон Голиафа (на которых присутствует Железный Человек) к Тайным Мстителям Капитана Америки примкнула Невидимая леди, а вместе с ней и вернувшийся из больницы брат Джонни Шторм. Человек-Паук начинает сомневаться в правильности своего выбора в этой войне. В связи с новой перестановкой сил Тони Старк и Рид Ричардс вынуждены прибегнуть к помощи Громовержцев — группы амнистированных преступников (среди них: Меченый, Веном, Таскмастер, Шут, Джек-фонарь, Леди Смертельный Удар).
Человек-Паук сообщает о своем решении уйти из команды Мстителей Железному Человеку. Но Тони Старк не собирается отпускать Питера. Между ними происходит драка, и Человек-Паук бежит из Башни Старка. Командир Мария Хилл посылает членов группы Громовержцы поймать его. Шут и Джек-фонарь настигают Паркера в канализации. Они наносят ему тяжелые ранения и даже собираются убить. Но агенты Щ. И. Т.а, следящие за происходящим через камеру видеонаблюдения, приказывают Громовержцам связать Человека-Паука и ждать подкрепления. Они вынуждены подчиниться. Неожиданно агенты Щ. И. Т.а. теряют изображение происходящего в канализации, они не видят, как обоих Громовержцев убивает Каратель. Тайные Мстители обсуждают план проникновения в здание Бакстера — штаб Фантастической четвёрки, чтобы выкрасть оттуда планы тюрьмы «№ 42», построенной в Негативной зоне для супергероев. Обсуждение прекращается, когда в штабе появляется Фрэнк Кастл с тяжелораненым Человеком-Пауком на руках. Каратель уговаривает взять его в команду Тайных Мстителей, и хотя многие супергерои выступают против, Капитан Америка решает, что его команде сейчас пригодится любая помощь, даже убийцы.
В это же время в районе Адская кухня солдаты Щ. И. Т.а вместе с Женщиной-Халком и Мистером Фантастиком арестовывают Сорвиголову. Тони Старк отправляет его в Негативную зону. Сорвиголова передаёт Старку серебряный доллар и называет его Иудой.
Щ. И. Т. продолжает готовить суперлюдей для инициативы 50 штатов — программы, согласно которой каждый штат США получит по команде супергероев.
Каратель проникает в здание Бакстера и похищает планы комплекса «42». Невидимая леди по приказу Капитана Америки отправляется в Атлантиду просить помощи у Нэмора. Он ей отказывает.
Суперзлодеи обеспокоены планами Тони Старка не меньше, чем супергерои. Преступники Золотник и Грабитель проникают в штаб Тайных Мстителей и предлагают им свою помощь. Разговор подслушивает Каратель, радикально настроенный в отношении всех преступников. Кастл расстреливает обоих суперзлодеев. Капитан Америка приходит в ярость, он избивает Карателя, который не думает сопротивляться, и выгоняет прочь из команды.
Тайные Мстители нападают на комплекс «42», но там их уже ждут Мстители Железного Человека. Выясняется, что супергероиня Тигра, выступающая против регистрации, все время Гражданской войны была шпионом Старка. Капитан Америка заявляет о том, что знал это и что в рядах Мстителей тоже есть шпион. Жёлтый Жакет оказывается перевоплощенным Халклингом — членом Молодых Мстителей, способным менять внешность. Открываются камеры тюрьмы «42» с ранее арестованными Тайными Мстителями. Сторонники и Противники регистрации готовятся сойтись в решающей битве.
Пока Мстители и Тайные Мстители сражаются друг с другом, Чёрный плащ и Кинжал стараются открыть выход из Негативной Зоны. Солдаты Щ. И. Т.а пытаются им помешать. Тогда Плащ, используя все свои силы, телепортирует супергероев в Нью-Йорк. Перед зданием Бакстера битва разгорается с новой силой. На помощь Капитану Америке приходит Нэмор со своими солдатами. На помощь Железному Человеку — подготовленные для инициативы 50-ти штатов суперлюди, клон Тора и Капитан Марвел.
Геркулес нападает на клона-Тора и разбивает ему голову.
Вижен заражает вирусом броню Железного Человека, и Капитан Америка легко избивает Старка. Но в драку вмешиваются гражданские на защиту Железного Человека: они набрасываются на Капитана Америку и мешают ему продолжить сражение. Квартал, в котором происходит битва, сильно разрушен, Капитан Америка видит это, начал сдаваться и понимать, что его действия не приведут к отмене закона. Он говорит Соколу, что сейчас супергерои сражаются не за людей, а просто дерутся и приказывает своим соратникам остановиться и сдаться. Капитан Америка снимает маску, и полицейские арестовывают его. Вместе с битвой заканчивается и Гражданская война.

### Последствия
- Капитан Америка попадает в другое измерение после столкновения с Тони Старком (и после этого инцидента Капитан Америка считается умершим).
- Рид и Сью покидают Фантастическую четвёрку, временно уступая своё место Чёрной Пантере и Грозе.
- Тони Старк назначен новым директором Щ. И. Т.а. Вместе с Мисс Чудо он формирует новую команду — Могучие Мстители.
- Люк Кейдж становится лидером Тайных Мстителей, а их новым штабом — резиденция Доктора Стрэнджа, Санктум Санкториум.
- На Человека-паука совершено покушение, но неизвестный снайпер ранит Тётю Мэй. После этого Питер Паркер возвращается к своему чёрному костюму.
- Громовержцы становятся официальной частью Инициативы 50 Штатов и переходят под управление Нормана Озборна. В обновленную команду входит и эволюционировавший Спидбол — теперь Мученик.
- Незарегистрированные герои и злодеи бегут в Канаду.

## Участники события
| Персонажи, выступающие За регистрацию (Лидер: Железный человек) | Персонажи, выступающие Против регистрации (Лидер: Капитан Америка) | Нейтралитет                              |
| --- | --- | ---------------------------------------- |
| - Человек-паук - Джулия Карпентер (втайне помогала Противникам регистрации) - Громовержцы: - Веном (Мак Гарган) - Джек-фонарь - Леди Смертельный Удар - Меченый - Радиоактивный человек - Таскмастер - Шут - Бишоп - Жёлтый Жакет - Капитан Марвел - Женщина-Халк (но её альтер эго Дженнифер Уолтерс выступает против Регистрации) - Мисс Чудо - Мистер Фантастик - Оса - Рагнарок (клон бога Тора) - Часовой | - Алмазная змея - Геркулес - Голиаф - Женщина-паук (Джессика Дрю) - Каратель - Люк Кейдж - Плащ и Кинжал - Сокол - Сорвиголова (в тот момент в костюме находился супергерой Железный кулак) - Тигра (на самом деле шпионила для Старка) - Молодые Мстители: - Вижен - Виккан - Патриот - Халклинг - Ультра-Девочка - Кейбл | - Доктор Стрэндж - большинство Людей Икс |

### Супергерои, сменившие свою позицию
После убийства клоном Тора супергероя Голиафа некоторые участники событий решили сменить свою позицию. Кто-то, испугавшись за свою жизнь, перешёл в стан супергероев, согласных с регистрацией, а несколько героев, ужаснувшись того, куда зашли про-правительственные герои, вступили в ряды Тайных Мстителей.

#### Перешедшие к сторонникам регистрации
- Высота — член Молодых Мстителей
- Ночной Ястреб
- Кабель

#### Примкнувшие к противникам регистрации
- Чёрная Пантера (первоначально соблюдал нейтралитет)
- Шторм (первоначально соблюдала нейтралитет)
- Нэмор и его воины-атланты (первоначально соблюдали нейтралитет)
- Невидимая Леди (Сьюзан Ричардс) (первоначально выступала за регистрацию)
- Человек-факел (Джонни Шторм) (первоначально поддерживал сторонников регистрации, но из-за травм в самой войне не участвовал)
- Человек-паук (Питер Паркер) (первоначально выступал за регистрацию)

#### Перешедшие в нейтралитет
- Существо (Бен Гримм) (первоначально выступал за регистрацию)

## Серии, входящие в кроссовер

### Предпосылки Гражданской войны
- Civil War Opening Shot Sketchbook
- New Avengers Illuminati #1[15]
- Union Jack #3
- Fantastic Four #536-537[16]
- The Amazing Spider-Man #529-531[17]

### Развитие основного сюжета
| - Civil War #1 - Marvel Spotlight Millar/McNiven - Wolverine (vol. 3) #42. - She-Hulk #8 - Civil War: Front Line #1 - Thunderbolts #103. - New Avengers #21. - Fantastic Four #538. - The Amazing Spider-Man #532. - Civil War #2 - New Avengers #22. - The Amazing Spider-Man #533. - Sensational Spider-Man #28 - Civil War: Frontline #2-3 - New Avengers #23. - Wolverine (vol. 3) #43. - X-Factor #8. - Thunderbolts #104. - Cable & Deadpool #30-31 - X-Factor #9 - Black Panther (vol. 4) #18 - Civil War #3 - Daily Bugle Special Edition: Civil War - Black Panther (vol. 4) #18 - Wolverine (vol. 3) #44-45 - Young Avengers and Runaways #1-2 - Civil War Frontline #4-5 | - Civil War #4 - Civil War Frontline #6-7 - Civil War: X-Men #1-4 - The Amazing Spider-Man #534 - Fantastic Four #539 - Ms. Marvel (vol. 2) #6-7 - Thunderbolts #105 - Heroes for Hire (vol. 2) #1 - New Avengers #24 - Civil War: Files - Friendly Neighborhood Spider-Man #11-13 - The Sensational Spider-Man #29-31 - Wolverine (vol. 3) #46-47 - Civil War Young Avengers and Runaways #3-4 - Heroes for Hire (vol. 2) #2-3 - Cable & Deadpool #32 - Iron Man/Captain America: Casulties of the War - Captain America (vol. 5) #22-23 - Iron Man (vol. 4) #13 - Ms. Marvel (vol. 2) #8 - New Avengers #24 - Black Panther (vol. 4) #21 - Civil War: Choosing Sides - Fantastic Four #540 - The Amazing Spider-Man #535 | - Civil War #5 - The Punisher War Journal (vol. 2) #1 - The Amazing Spider-Man #536 - Fantastic Four #541 - New Avengers #25 - The Amazing Spider-Man #537 - Iron Man (vol. 4) #14 - Civil War Frontline #8-9 - Black Panther (vol. 4) #22-23 - Captain America #24 - War Crimes - Ghost Rider (vol. 6) #8-11 - Blade (vol. 6) #5 - Fantastic Four #541 - Winter Soldier: Winter Kills - The Sensational Spider-Man #32-34 - Friendly Neighborhood Spider-Man #14-16 - Civil War: Files - Fantastic Four #542 - Civil War: The Return - Civil War #6 - The Punisher War Journal (vol. 2) #2-3 - Wolverine (vol. 3)#48 - Black Panther (vol. 4)#24 - Civil War: Front Line #10 - Civil War #7 - Civil War: Front Line #11 - The Amazing Spider-Man #538 - Black Panther (vol. 4) #25 |

### Эпилог к Гражданской войне
- Marvel Spotlight Civil War Aftermath
- Civil War: Battle Damage Report
- Fantastic Four #543
- Captain America (vol. 5) #25
- Civil War: The Confession
- Civil War: The Initiative

### Истории, развивающиеся параллельно
- Eternals (vol. 3) #3
- The Incredible Hulk (vol. 3) #100
- Marvel Knights Daredevil #87
- New X-Men #18
- She-Hulk #9
- Black Panther #19-20
- Nextwave: Agents of HATE #11
- Annihilation #4
- Spider-Man: Unmasked

## Коллекционные издания
- Майкл Дж. Стражински; Брайан Майкл Бендис (Февраль 2007). The Road To Civil War. Художник Алекс Малеев. Marvel. ISBN 0-7851-1974-4.
- Брайан Майкл Бендис (Февраль 2007). New Avengers Vol 5: Civil War. Художники Говард Чайкин и Оливье Койпел. Marvel. ISBN 0-7851-2242-7.
- Брайан Рид (Март 2007). Ms. Marvel Vol 2: Civil War. Художники Роберто Де Ла Торре и Майк Виринго. Marvel. ISBN 0-7851-2304-0.
- Джастин Грей; Джимми Палмиотти (Апрель 2007). Heroes for Hire Vol 1: Civil War. Художник Билли Туччи. Marvel. ISBN 0-7851-2362-8.
- Марк Миллар (Апрель 2007). Civil War TPB. Художник Стив МакНивен. Marvel. ISBN 0-7851-2179-X.
- Фабиан Нициеза (Апрель 2007). Civil War: Thunderbolts. Художник Том Граммет. Marvel. ISBN 0-7851-1947-7.
- Пол Дженкис (Апрель 2007). Civil War: Front Line, Book 1. Художник Рамон Ф. Бахс. Marvel. ISBN 0-7851-2312-1.
- Майкл Дж. Стразински (Апрель 2007). Civil War: Amazing Spider-Man. Художник Рон Гарни. Marvel. ISBN 0-7851-2237-0.
- Дэвид Хайн (Апрель 2007). Civil War: X-Men. Художник Янник Паквитт. Marvel. ISBN 0-7851-2313-X.
- Мэтт Фрэкшн (Апрель 2007). Punisher War Journal Vol 1: Civil War. Художник Ариэль Оливетти. Marvel. ISBN 0-7851-2775-5.
- Майкл Дж. Стразински (Апрель 2007). Civil War: Fantastic Four. Художник Майк МакКоне. Marvel. ISBN 0-7851-2227-3.
- Зеб Уэллс (Май 2007). Civil War: Young Avengers and Runaways. Художник Стефано Казели. Marvel. ISBN 0-7851-2317-2.
- Марк Гуггенхайм (Май 2007). Civil War: Wolverine. Художник Умберто Рамос. Marvel. ISBN 0-7851-1980-9.
- Эд Брубейкер (Май 2007). Civil War: Captain America. Художники Майк Перкинс и Ли Викс. Marvel. ISBN 0-7851-2798-4.
- Роберто Акуэрре-Сакаса (Май 2007). Civil War: Peter Parker, Spider-Man. Художники Клейтон Крейн и Энджел Медина. Marvel. ISBN 0-7851-2189-7.
- Пол Дженкис (Май 2007). Civil War: Front Line, Book 2. Художники Рамон Ф. Бахс и Стив Либер. Marvel. ISBN 0-7851-2469-1.
- Питер Дэвид; Фабиан Нициеза (Май 2007). Civil War: X-Men Universe. Художники Дэннис Калеро и Стаз Джонсон. Marvel. ISBN 0-7851-2243-5.
- Фрэнк Тьери (Май 2007). Civil War: War Crimes. Художник Стаз Джонсон. Marvel. ISBN 0-7851-2652-X.
- Реджинальд Хадлин (Май 2007). Black Panther: Civil War. Художники Скот Итон, Мануэль Гарсиа и Кои Тернбулл. Marvel. ISBN 0-7851-2235-4.
- Крис Биггс; Рональд Бёрд; Мэдисон Картер; Питер Дэвид; Майк Фишера; Энтони Фламини; Джастин Грей; Марк Гуггенхайм; Дэвид Хайн; Майкл Хоскин; Джим Маклахлен; Марк О’Инглиш; Брайан Рид; Дэн Слотт; Майкл Дж. Стразински; Джон Ритт Томас; Дуган Тродглен; Стюарт Вэндал; Зеб Уэллс; Джеф Йорк (Май 2007). Civil War Companion. Художники Скотт Колинс, Майк Мейхью. Marvel. ISBN 0-7851-2576-0.
- Эд Брубейкер; Дэн Слотт; Пол Дженкис; Мэтт Фрэкшн; Майкл Эвон Оеминг (Июнь 2007). Civil War: Marvel Universe. Художники Ли Викс, Том Рэйни, Пол Смит, Лайнел Фрэнсис Ю, Дэвид Айя, Фил Хестер, Скотт Колинс и Тай Темплтон. Marvel. ISBN 0-7851-2470-5.
- Эд Брубейкер; Чарли Науф; Дэниел Науф; Реджинальд Хадлин (Июнь 2007). Civil War: Iron Man. Художник Майк Перкинс. Marvel. ISBN 0-7851-2314-8.

## Другие версии

### What If?
В комиксе In What If Civil War Ended Differently? перед Железным человеком, который посетил могилу Капитана Америки на Арлингтонском национальном кладбище, появляется таинственный незнакомец. Он рассказывает Старку о двух возможных вариантах завершения Гражданской войны:
- What If Captain America led all the heroes against the Registration Act? (русск. «Что было бы, если Капитан Америка стоял во главе всех героев, выступающих против Акта Регистрации»)
- What if Iron Man lost the Civil War? (русск. «Что было бы, если Железный человек проиграл Гражданскую войну?»)

### В кино
В 2016 году был выпущен фильм по мотивам комикса о Гражданской войне — «Первый мститель: Противостояние» которые имеет также частично сюжетную линию комикса Civil War: The Initiative, однако состав команд существенно отличается от комикса: так, например, Вижен в фильме был на стороне Железного человека, в то время как в комиксе он был на стороне Капитана Америки.

## Civil War в играх
15 сентября 2009 года Activision выпустила игру Marvel Ultimate Alliance 2 от разработчика Vicarious Visions. Игра вышла в жанре Action. И предназначается для следующих платформ: X360, PS3, Wii, PSP, NDS. Сюжет Marvel: Ultimate Alliance 2 базируется на двух важных событиях вселенной: Тайной войне и Гражданской войне.
В игре Spider-Man: Web of Shadows есть отсылка к Civil War: на одном из рекламных щитов газеты Daily Bugle размещана статья, посвященная Акту регистрации супергероев, в которой говорится о том, что произойдет, если закон вступит в силу.

## Прочее
Серия была издана в России издательством «Комикс» в 78-84-м выпусках журнала «Marvel: Команда». 1-й выпуск «New Avengers Illuminati» был издан в 77-м номере. 25-й выпуск 5-го тома «Captain America» был издан в 85-м номере. 21-25-й выпуски комикса «New Avengers» были изданы в 86-90-м номерах под названием «Распад».
Позже переиздавалась отдельной книгой Официальной коллекции комиксов Marvel и издательством Jellyfish Jam.